# Oton Polak
Oton Polak, slovenski akademski slikar in pedagog, * 16. maj 1917, Maribor, Slovenija, † 7. december 2011, Maribor, Slovenija.

## Življenje
Akademski slikar, grafik in likovni pedagog Oton Polak se je rodil 16. maja 1917 v Mariboru. Slikarstvo je študiral na Akademiji za likovno umetnost v Zagrebu, pri prof. Krsto Hagedušiću in pri prof. Omerju Mujadiću v letih 1940-41. Študij je nadaljeval na Akademiji za likovno umetnost v Ljubljani (1945-48), kjer je pripadal prvi generaciji študentov te novoustanovljene Akademije. Polak se je oblikoval v času, v katerem je bilo veliko nerazčiščenih pojmov o vrednotah likovnega jezika. Diplomiral je pri Gojmirju A. Kosu ter nadaljeval podiplomski študij pri prof. Gabrijelu Stupici (1948-50), kjer je končal slikarsko specialko in pri prof. Božidarju Jakcu (1950-52), kjer je končal grafično specialko. Polak je v času rednega in podiplomskega študija pri prof. Božidarju Jakcu ustvaril več kot 60 grafičnih listov   ( jedkanic in suhih igel ). Ciklus 30 jedkanic na temo stari Maribor, ki je nastal v času podiplomskega študija grafike v letih 1950-52, je bil nagrajen tudi s Prešernovo nagrado. V letih 1952–75 je bil zaposlen kot likovni pedagog najprej na osnovni šoli Janka Padežnika na Studencih, kasneje na srednji strokovni šoli za aranžerstvo v Mariboru.

### Funkcije
- 1954-1975 tajnik in predsednik Društva likovnih umetnikov Maribor,
- 1968-1977 predsednik upravnega odbora Razstavnega salona Rotovž, ter član upravnega odbora in  umetniškega sveta matičnega društva v Ljubljani.

### Slikarske kolonije
Sodeloval je na številnih slikarskih kolonijah, tako v Sloveniji kot v Makedoniji in sicer; Prilep (1963,1964), v Škofja Loka (1967), Ravne na Koroškem (1970,1971), Ptuj (1969,1970,1978), Novo mesto (1976,1977), Gorenjske Selce (1978). 
Študijska potovanja po evropskih državah kot so: Avstrija, Nemčija, Francija in Anglija, so bila usmerjena v proučevanje umetnosti. Pripravil je tudi več samostojnih razstav in prav tako sodeloval na številnih skupinskih razstavah doma in v Makedoniji. 
Umetnostna galerija Maribor (UGM) je ob Polakovi 70–letnici pripravila veliko retrospektivno razstavo. Prav v UGM je razstavljal svoja nova dela tudi ob svoji 90-letnici. Oton Polak je bil kot slikar dejaven vse do smrti, saj je še nekaj dni pred smrtjo oddal delo za skupinsko razstavo v Društvu likovnih umetnikov Maribor.

## Priznanja
- 1953 Prešernova nagrada za ciklus grafik Stari Maribor;
- 1960,1967 nagrada za slikarstvo Mariborske kulturne revije;
- 1972 odkupna nagrada Društva slovenskih likovnih umetnikov (DSLU);
- 1984 nagrada  Društva likovnih umetnikov Maribor (DLUM);
- 1985 odkupna nagrada Umetnostne galerije Maribor;
- 1986 bronasta medalja za slikarstvo Salon  Lutèce v Parizu;
- 1987 plaketa Zveze kulturnih organizacij Maribor;
- 1987 bronasti grb mesta Maribor;
- 1988 Glazerjeva nagrada za življenjsko delo;
- 2006 nagrado Zveze društev slovenskih likovnih umetnikov (ZDSLU);
- 2007 častni občan mestne občine Maribor.

1. ↑  Artists of the World Online, Allgemeines Künstlerlexikon Online, AKL Online — B: K. G. Saur Verlag, Verlag Walter de Gruyter, 2009. — ISSN 2750-6088 — doi:10.1515/AKL